# High Evolutionary
De High Evolutionary is een personage uit de strips van Marvel Comics. Hij verscheen voor het eerst in Thor (1e serie) #134 (November 1966).

## Biografie
Toen hij nog een student was aan de Universiteit van Oxford in de jaren 30 van de 20e eeuw, kreeg Herbert Edgar Wyndham interesse voor de werken van Nathaniel Essex (de vermomde superschurk Mister Sinister), en begon te experimenteren met genetische manipulatie. Hij bouwde een machine waarmee hij de ratten in zijn moeders laboratorium probeerde te laten evolueren. Hij werd benaderd door een mysterieuze man (de Inhuman-geneticus Phaeder) die hem papieren gaf waarop de blauwdrukken voor het ontrafelen van de genetische code stonden. Hiermee ontwikkelde Wyndham een serum dat hij "Isotope A" noemde. Hij slaagde erin zijn huisdier - een dalmatiër - te laten evolueren naar een mensachtige vorm.
In samenwerking met de wetenschapper Jonathan Drew (vader van Jessica Drew), verhuisde Wyndham zijn experimenten naar Wundagore Mountain in de kleine Balkan-natie Transia. Daar richtte hij de “citadel der wetenschap” (citadel of science) op. Om zichzelf te beschermen tegen de uranium straling op de berg ontwierp hij een speciaal zilveren harnas. Geholpen door zijn nieuwe assistent Miles Warren (de toekomstige superschurk Jackal), maakte Wyndham de ene radicale doorbraak na de andere. Hij wist onder andere half-menselijke, half-dierlijke wezens te scheppen die hij zijn New Men noemde. Hij trainde enkele van hen in verschillende gevechtstechnieken, tot ze zich uiteindelijk de “Knights of Wundagore” gingen noemen en aan Wyndham refereerden als "Lord High Evolutionary".
Wyndham vond de wereld te klein voor zijn experimenten. Hij bouwde zijn citadel om tot een ruimteschip en verliet de Aarde na het debacle dat resulteerde in de schepping van de boosaardige Man-Beast. Enige tijd verkende hij het universum met zijn New Men, tot hij zich met hen vestigde op een planeet die hij Wundagore II noemde. Zichzelf onderworp hij nu ook aan het proces dat van dieren, de New Men had gemaakt; hij onderging een miljoen jaar evolutie en werd een ontastbaar wezen van zuivere energie, dat het heelal in trok. Echter, na enige jaren keerde hij terug en liet zich de-evolueren - niet tot een mens, maar tot een superieur wezen met intrinsieke, grote krachten. Hij wijdde zich opnieuw aan zijn onderzoek op Wundagore II.
Vanaf een van de manen van deze planeet begon hij te werken aan de Counter-Earth, een exacte replica van de Aarde die aan de andere kant van de zon gelokaliseerd zou worden. Hoewel zijn Counter-Earth een paradijs moest worden, verstoorde de Man-Beast het proces en de nieuwe Aarde werd even onvolmaakt als de oude. Wyndham, die zich nu ook de High Evolutionary noemde, adopteerde Adam Warlock en liet hem toezicht houden over de Counter-Earth.
Gedurende de constructie werd High Evolutionary’s Counter-Earth het doelwit van de Beyonders (niet te verwarren met de kosmische Beyonder). Agenten van de Beyonders manipuleerden Adam in het vermoorden van de High Evolutionary, zodat ze zijn Counter-Earth konden innemen. De High Evolutionary werd weer tot leven gebracht door de Moondragon, maar was te laat om zijn planeet te redden. Toen hij het immense museum-schip van de Beyonders zag, vol met werelden tentoongesteld als curiosa, besefte hij hoe onbetekenend hij was vergeleken bij deze wezens.
De Evolutionary werd al snel mentaal onstabiel en maniakaal. Hij probeerde zijn eigen leven te beëindigen, maar dit werd door zijn eigen harnas tegengehouden. Hij keerde terug naar de Aarde in de hoop iemand te vinden die sterk genoeg was om hem te doden. Hij wist de Hulk zo ver te krijgen om hem aan te vallen. Hulk vernielde het harnas, waarna de Evolutionary devolueerde naar een massa eencellige organismen. Echter, het was een kwestie van tijd voordat zijn harnas zichzelf herstelde en de High Evolutionary zijn oude gedaante teruggaf.
Zijn dood en wedergeboorte gaven de High Evolutionary een nieuw inzicht over de toekomst van de mensheid. Hij besloot niet langer vanaf een afstand toe te kijken, zoals hij bij zijn New Men had gedaan, maar de toekomst in eigen hand te nemen zodat de mensheid op een dag zo sterk zou zijn als de Beyonders die hij had gezien. Zijn pogingen om mensen via een “evolutiebom” versneld te laten evolueren bracht hem in conflict met verschillende superhelden zoals de Avengers en Adam Warlock. Tijdens het gevecht kwam Hercules in contact met de Evolutionary’s Genesis Chamber en werd hierdoor "meer dan een god", waardoor hij uit het bestaan evolueerde.
Na te hebben gezien wat er met Hercules gebeurde besloot de High Evolutionary zijn plannen weer te wijzigen. In plaats van de mensheid te evolueren naar een sterker ras, besloot hij een heel nieuw ras van goden en onsterfelijken te scheppen. Zijn plannen dreven hem wederom tot waanzin.
In de Quicksilver-serie werd onthuld dat de High Evolutionary’s eigen genetische code onstabiel was geworden, wat zijn periodes van agressie veroorzaakten. Met de hulp van New Men Bova en Delphis, was de Evolutionary in staat zijn lichaam te herstellen naar dat van een niet geëvolueerd mens en mentale stabiliteit. Hij is nu regelmatig een bondgenoot van enkele superhelden. Hij confronteerde zelfs zijn oude mentor Sinister.
Tegenwoordig bereist de High Evolutionary opnieuw het heelal, wederom voorzien van zijn bijna goddelijke vermogens, en werkte enige tijd voor de Kree Supreme Intelligence om een nieuwe generatie van dat volk voort te brengen. Deze plannen werden gedwarsboomd door Ultron, maar de High Evolutionary wist te ontkomen - tientallen klonen van Adam Warlock met zich meenemend.

## Krachten en vaardigheden
Hoewel zijn krachten in de loop der jaren sterk zijn veranderd, beschikt de High Evolutionary over verschillende gaven door experimentaties met zijn eigen genetische code en zijn cybernetische exoskelet.
De High Evolutionary’s exoskelet geeft hem grote weerstand tegen fysieke, energie, psionische en mystieke aanvallen. Het voorziet ook in zijn levensbehoeftes (recycling van de lucht en voorzien van onderhoud indien nodig) en bevat een volledige opname van zijn genetische code. Indien hij toch zwaargewond raakt kan het pak zijn wonden genezen, en zelfs tot leven brengen.
Naast die krachten is het niet bekend welke van zijn vaardigheden afkomstig zijn van zijn exoskelet, en welke vanwege zijn experimenten op zichzelf. Hij heeft al de gave om materie te herschikken getoond, en de gave om materie uit het niets te doen ontstaan (waaronder chemische elementen en componenten, complexe machines, raketten en zelfs levende wezens). Andere krachten zijn astrale projectie, een zintuig voor gevaar, energieschoten, verhoogde zintuigen, krachtvelden generatie, zichzelf in staat stellen elk wezen te verstaan ongeacht de taal en telepathie.
De High Evolutionary is verder een meester in genetica, en ervaren op verschillende andere wetenschappelijke gebieden.

## In andere media

### Marvel Cinematic Universe
De High Evolutionary verschijnt sinds 2023 in het Marvel Cinematic Universe, waarin hij gespeeld wordt door Chukwudi Iwuji. Hierin is hij de hoofdschurk in de derde en voorlopig laatste Guardians of the Galaxy-film. De High Evolutionary is hierin een gestoorde wetenschapper die zichzelf ziet als god, die onder andere de schepper is van Rocket Raccoon. De High Evolutionary verschijnt in de volgende film:
- Guardians of the Galaxy Vol. 3 (2023)

### Televisieseries
- In de X-Men animatieserie, is de High Evolutionary de meester van Wundagore. Hij wil een superieure generatie van zijn New Men creëren door mutanten DNA te gebruiken, om mensen in beestachtige wezens te veranderen. Hij ving Magneto, Quicksilver en Scarlet Witch, en onthulde de tweeling dat ze Magneto’s kinderen zijn.

- De High Evolutionary verscheen in de animatieserie Spider-Man Unlimited, waarin zijn stem werd gedaan door Richard Newman. In deze serie had hij op de Counter-Earth de Beastials, half-mens, half-dier, gecreëerd. Deze Beastials waren nu de dominante soort op de Counter-Earth. De vijf sterkste stonden bekend als de Knights of Wundagore. De High Evolutionary in de serie beschikte over psychische krachten, en zag er anders uit dan zijn stripversie.

## Ultimate High Evolutionary
Miles Warren verscheen in Ultimate Spider-Man als een hypnotherapeut, maar het is niet bekend of hij gestudeerd heeft onder toezicht van de High Evolutionary. Het is nog niet zeker of er wel een Ultimate Marvel versie van de High Evolutionary is.